# IC 5343
IC 5343 ist eine Irreguläre Galaxie vom Hubble-Typ Irr im Sternbild Aquarius auf der Ekliptik. Sie ist schätzungsweise 360 Millionen Lichtjahre von der Milchstraße entfernt und hat einen Durchmesser von etwa 85.000 Lichtjahren.
 
Im selben Himmelsareal befinden sich u. a. die Galaxien NGC 7719 und IC 5345.
Das Objekt wurde am 19. Oktober 1897 von Lewis Swift entdeckt.